# Delia (poesía)

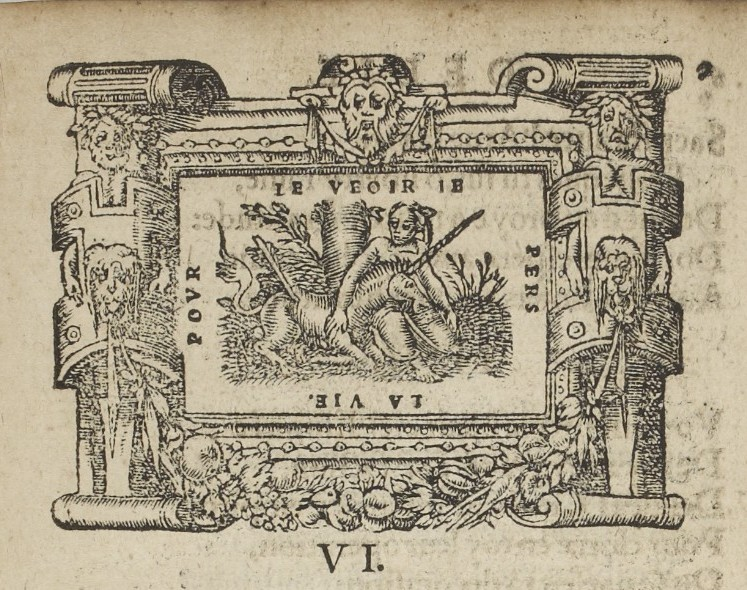
Caza del unicornio en el regazo de una virgen. Ilustración de Délie object de plus haulte vertu, Lyon, 1544.

Delia, objeto de la más alta virtud (en francés, Délie, objet de plus haute vertu) es la obra cumbre del poeta de la Escuela Lionesa Maurice Scève.
Publicada en 1544, la obra está dedicada a la también poetisa de la misma escuela Pernette du Guillet a la que Scève había conocido en 1536, y que había sido discípula suya. Maurice Scève se enamoró de ella, pero tuvo que desistir cuando ésta se casó en 1538 con el señor Du Guillet. Pernette murió muy joven (a los 25 años, en 1545) debido a una epidemia de peste. Delia es un largo poema de estilo petrarquista en el que el autor canta con un lenguaje deliberadamente ambiguo y sugerente, utilizando elipsis y alusiones no muy claras a la ausencia y la imposibilidad del amor.
- Datos: Q5801797